# Vidouville
Vidouville is een voormalige gemeente in het Franse departement Manche in de regio Normandië en telt 116 inwoners (1999). De plaats maakt deel uit van het arrondissement Saint-Lô.

## Geschiedenis
Vidouville  maakte deel uit van het kanton Torigni-sur-Vire tot dat op 22 maart 2015 werd samengevoegd met het kanton Tessy-sur-Vire tot het kanton Condé-sur-Vire. Op 1 januari 2016 fuseerde Vidouville met Notre-Dame-d'Elle, Précorbin, Rouxeville en Saint-Jean-des-Baisants tot de commune nouvelle Saint-Jean-d'Elle.

## Geografie
De oppervlakte van Vidouville bedraagt 4,4 km², de bevolkingsdichtheid is 26,4 inwoners per km².
De onderstaande kaart toont de ligging van Vidouville met de belangrijkste infrastructuur en aangrenzende gemeenten.

## Demografie
Onderstaande figuur toont het verloop van het inwonertal (bron: INSEE-tellingen).

Notre-Dame-d'Elle · Précorbin · Rouxeville · Saint-Jean-des-Baisants · Vidouville